# Bankhvælvingens Hemmelighed
Bankhvælvingens Hemmelighed er en stumfilm instrueret af ubekendt.